# Elastische Lorchel
Die Elastische Lorchel (Helvella elastica, syn. Leptopodia elastica) ist eine Pilzart aus der Familie der Lorchelverwandten (Helvellaceae). Typisch für den Pilz ist der zwei- bis dreilappige, mehr oder weniger sattelförmige und gelb- bis graubraune Hut und der weißliche Stiel. Man kann die Fruchtkörper des mäßig verbreiteten Pilzes zwischen August und Oktober in Laub- und Nadelwäldern finden.

## Merkmale

### Makroskopische Merkmale
Der Pilz hat einen gräulichen oder oliv- bis gelbbraunen 2–4 cm breiten, mehr oder weniger sattelförmigen bis unregelmäßig zwei- bis dreilappigen Hut. Bisweilen ist der sehr variabel gefärbte Hut fast elfenbeinfarben. Die zipfelartigen Lappen sind oft nach unten gebogen, ihre Unterseite ist glatt und weißlich.
Der weißliche, recht elastische Stiel ist 3–8 (–12) cm lang und 0,3–0,7 (–1) cm breit. Er ist anfangs voll bis schwammig ausgefüllt und später hohl. Seine Oberfläche ist glatt und nicht gerippt. Bisweilen sind an der Basis kleine Furchen ausgebildet.
Das weißliche, dünnfleischige Fleisch ist im Stiel zäh und der Geruch und der Geschmack sind wenig ausgeprägt.

### Mikroskopische Merkmale
Die durchscheinenden (hyalinen) Sporen sind länglich bis elliptisch und enthalten ein großes Öltröpfchen. Sie sind 18–22 µm lang und 10–14 µm breit. Junge Sporen haben eine raue, warzige Oberfläche, während ältere glatt sind. Die Schläuche (Asci), das sind die Zellen, in denen sich die Sporen entwickeln, sind 310–350 µm lang und 14–15 µm breit. Die fadenförmigen Paraphysen (sterile Zellen, die zwischen den Asci stehen) sind an der 6–10 µm breiten Spitze keulenförmig verdickt und enthalten Öltröpfchen.

## Artabgrenzung
Recht ähnlich ist die Schwarze Lorchel (Helvella atra). Deren Fruchtkörper ist meist kleiner und einheitlich schwärzlich gefärbt. Ihr ungerippter Stiel ist feinfilzig bis flaumig. Sehr ähnlich ist auch die nahverwandte Braunviolette Lorchel (Helvella spadicea). Sie hat einen dickeren Stiel und einen zwei- bis vierlappigen, mützenartigen Hut. Eine andere ähnliche, aber seltene Art ist die ebenfalls weißstielige Blassgraue Lorchel (Helvella latispora). Sie unterscheidet sich durch ihren sattelförmigen Hut und die breiteren Sporen. Andere ähnliche Arten sind sehr selten und können meist nur vom Spezialisten unterschieden werden.

## Ökologie und Verbreitung
Der Pilz wächst gewöhnlich einzeln oder in Gruppen in lichten Laub- und Nadelwäldern und oft an Wegrändern. Er stellt keine besonderen Ansprüche an den Boden. Die Fruchtkörper erscheinen zwischen August und Oktober.
Die Lorchel kommt in Europa, Nordamerika (besonders in den westlichen Staaten und Provinzen) und Nordasien (Japan, China, Nordkorea) vor. Die Art ist in Deutschland und Österreich recht zerstreut verbreitet. In Deutschland kann man sie von der Nord- und Ostseeküste bis in die Alpen hinein finden. Sie zählt neben der Herbst- und der Gruben-Lorchel zu den häufigeren Lorcheln. An ihrem Standort kann sie oft in großer Zahl vorkommen.

## Bedeutung
Der Pilz ist kein Speisepilz und sollte nicht gegessen werden, obwohl einige Autoren ihn als bedingt essbar bezeichnen. Wer den Pilz, der geschmacklich wenig zu bieten hat, dennoch essen möchte, sollte beachten, dass alle Lorcheln roh giftig sind. Obwohl die Giftstoffe beim Abkochen größtenteils zerstört oder herausgelöst werden, kommt es beim Verzehr bisweilen zu individuellen Unverträglichkeitsreaktionen.